# Petr Kocek
Petr Kocek (* 26. Mai 1952 in Nový Bor) ist ein ehemaliger tschechoslowakischer Radrennfahrer und nationaler Meister im Radsport.

## Sportliche Laufbahn
Kocek war Bahnradsportler. Er war Teilnehmer der Olympischen Sommerspiele 1976 in Montreal. Zdeněk Dohnal, Michal Klasa, Petr Kocek und Jiří Pokorný belegten in der Mannschaftsverfolgung den 5. Platz. Bei den Olympischen Sommerspielen 1980 in Moskau startete er im 1000-Meter-Zeitfahren und belegte beim Sieg von Lothar Thoms den 7. Rang.
1974 gewann er bei den UCI-Bahn-Weltmeisterschaften in der Mannschaftsverfolgung mit Michal Klasa, Zdenek Dohnal und Pavel Doležel die Bronzemedaille. 1974 holte er seinen ersten nationalen Titel, er gewann mit Dukla Brno die Mannschaftsverfolgung. 1974 gewann den Titel im 1000-Meter-Zeitfahren vor Jiri Pokorny. 1977 wurde er dreifacher nationaler Meister im Bahnradsport, er gewann im 1000-Meter-Zeitfahren, im Punktefahren und in der Mannschaftsverfolgung. 1978 sicherte er sich die Titel im 1000-Meter-Zeitfahren und 1977 im Zweier-Mannschaftsfahren. 1979 siegte er in den Meisterschaftsrennen im 1000-Meter-Zeitfahren und in der Mannschaftsverfolgung.